# Slim Jim Phantom

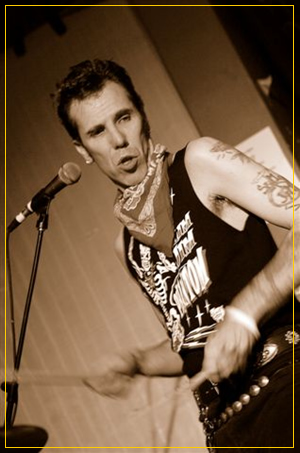
Slim Jim Phantom, 2006

Slim Jim Phantom (* 20. März 1961 in Brooklyn als James McDonnell) ist der Schlagzeuger der Band Stray Cats und beeinflusste in den 80er Jahren maßgeblich die Musikrichtung Neo-Rockabilly. Er war außerdem neben Lemmy Kilmister und Danny B Harvey Mitglied der 1999 gegründeten Rockabilly-Band The Head Cat.
Phantom ist dafür bekannt, im Stehen zu spielen. Beeindruckt durch ein Pressefoto von Gene Vincent and the Blue Caps, auf dem der damalige Drummer Dickie „Be-Bop“ Harrell stehend hinter seinem Schlagzeug abgelichtet wurde, wurde Phantom zu seiner besonderen Spielart inspiriert. Auch als Phantom erfuhr, dass diese Pose nur für das Foto dargestellt wurde, änderte er seine, mittlerweile zum Markenzeichen gewordene Spielweise nicht. Phantom beeinflusste dadurch wiederum Bela B, der nach einem Konzert der Stray Cats beschloss, fortan selbst im Stehen zu spielen.
Am 21. Oktober 1985 war Phantom neben Musikern wie Eric Clapton, Ringo Starr und George Harrison Gast bei Carl Perkins, der in den Londoner Limehouse Studios das Fernsehkonzert Blue Suede Shoes: A Rockabilly Session aufnahm. 
Von 1984 bis 1992 war Slim Jim mit der schwedischen Schauspielerin Britt Ekland verheiratet.

## Diskografie
1. Für Aufnahmen mit den Stray Cats siehe Stray Cats
2. Für Aufnahmen mit The Head Cat siehe Headcat 13

### AlsPhantom, Rocker & Slick
- 1985: Phantom, Rocker & Slick
- 1986: Cover Girl

### MitSwing Cats
- 1999: Same
- 2000: A Special Tribute to Elvis
- 2000: Swing Cat Stomp
- 2002: A Rockabilly Christmas

### Mit13 Cats
- 2002: In the Beginning
- 2003: 13 Tracks
- 2004: In the Beginning 2

### MitDead Men Walking
- 2003: Live at Leeds
- 2004: Live at Darwen
- 2005: Live at CBGB's New York City
- 2006: Graveyard Smashes Volume 1

### MitDarrel Higham
- 2009: Kat Men

## Biografie
James McDonnel: A Stray Cat Struts: My Life as a Rockabilly Rebel, Thomas Dunne Books, 2016, ISBN 978-1250076915